# Riksdagen 1678

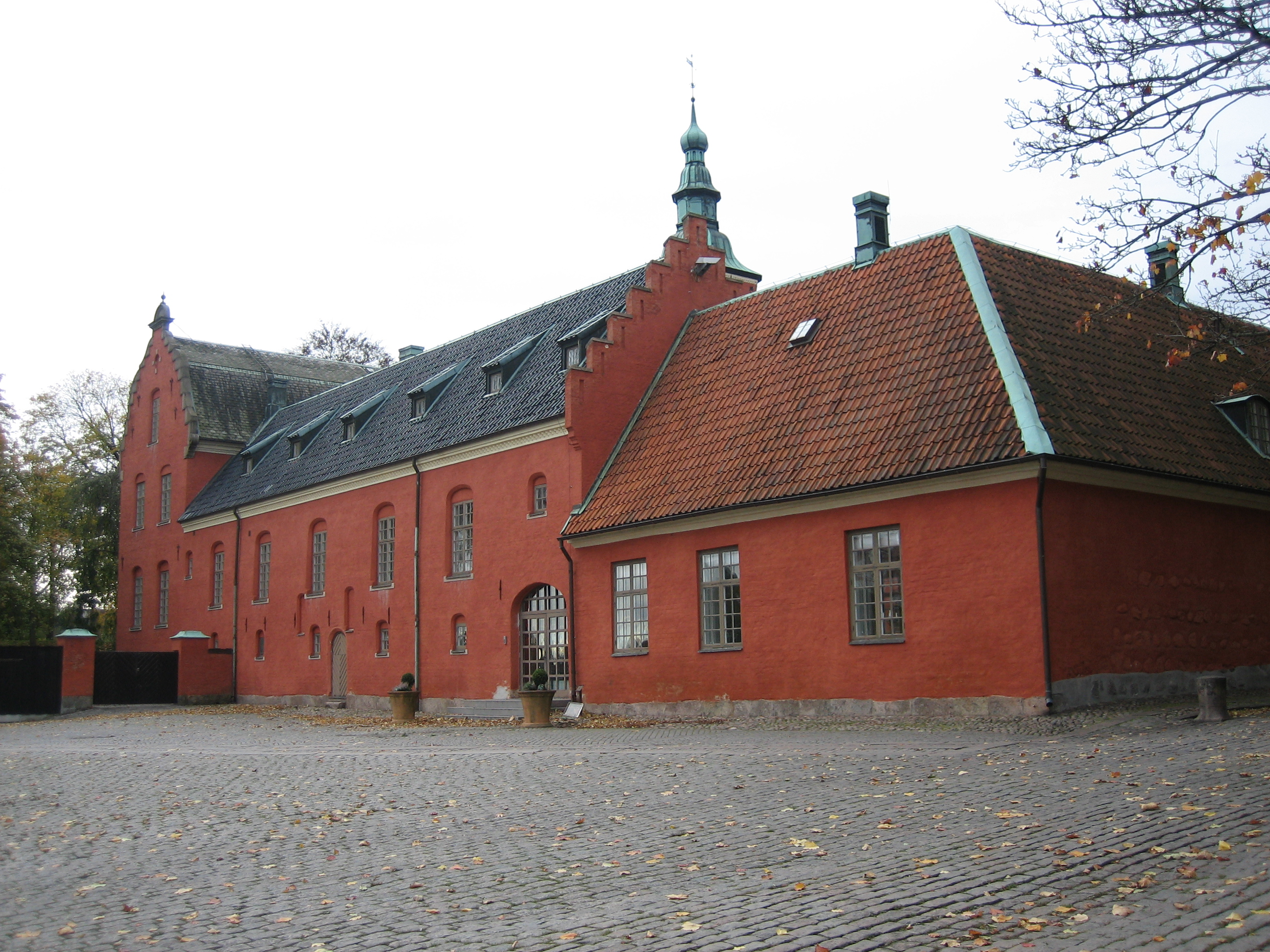
Halmstads slott.

Riksdagen 1678 hölls i Halmstad. Det var enda gången en riksdag hållits i staden.
Länge hade riksdagen 1678 planerats att hållas i Göteborg, och det var först några månader innan riksdagen skulle hålas som man valde Halmstad i stället. Dit kunde Karl XI snabbt ta sig från krigsskådeplatsen i Skåne. De första riksdagsmännen började dyka upp i slutet av januari, kungen som bara hade 16 mil att resa anlände till staden 2 februari.
Riksdagen utlystes att sammanträda i Halmstad den 20 januari 1678. Kung Karl XI red från sitt läger i Ljungby  och öppnade riksdagen på Halmstads slott den 3 februari. Då hade endast 50 adelsmän, 26 präster, 67 borgare och något fler bönder infunnit sig. Till ridderskapet och adelns talman (lantmarskalk) utsågs Henrik Falkenberg. Prästeståndets talman var den nyblivne ärkebiskopen Johannes Baazius d.y. Borgarståndets talman var justitieborgmästaren i Stockholm Olof Thegner och bondeståndets talman var hemmansägaren Olof Tyreson.
På eftermiddagen 3 februari höll ridderskapet och adeln sitt första sammanträde, och namnen på de närvarande vid riksdagen antecknades. Adelns första sammanträde hölls i en sal i övre våningen i borgmästare Jacob Broddessons hus. Prästerskapet utsåg 4 februari ett kapell i Sankt Nikolai kyrka till sammanträdeslokal. På morgonen 4 februari samlades adelsmännen i Jacob Broddessons hus vid åttatiden, runt klockan nio begav de sig till kungliga salen på Halmstads slott och uppvaktade kungen. Därifrån tågade de ned till Sankt Nikolai, där redan de lägre stånden samlats. Kungen följde efter och därefter predikade superintendenten över armén i Skåne Haquin Spegel. Medan de tre lägre stånden därefter begav sig till slottskyrkan som inretts till rikssal, uppehöll sig kungen och adeln åter i kungens sal. Därefter tågade de i rangordning till slottskyrkan, först lågadeln, sedan högadeln, sedan riksrådet och sist kungen. Riks- och kanslirådet Johan Gyllenstierna den yngre höll tal å kungens vägnar, därefter uppläste kanslirådet Henrik Hoghusen den kungliga propositionen, de fyra talmännen höll tal och fick sedan kyssa kungens hand. Därefter nedsteg kungen från sin tron och följdes åter av adelsmännen till salen på slottet. Under hela akten yttrade inte kungen ett ord.
Den 5 februari utsåg stånden sina sekreterare och valde ledamöter till sekreta utskottet och bankoutskottet. Då kungen behövdes vid fronten i Skåne var han mån om att få en snabb avslutning på riksdagen. För att påskynda ståndens svar på kungens propositioner, som främst gällde att få in ökade skatteinkomster, beslutade man 21 februari att samla deputationer från de tre övriga stånden i adelsståndets lokal hos borgmästaren för gemensamma överläggningar under lantmarskalkens ledning. Man diskuterade bevillningen och andra utvägar för att öka statens inkomster, men kom också in på besvärspunkter som hade alla stånden bakom sig. Bland annat angrep man värvarnas oförskämda framfart, missbruk i rättsskipningen, hutlösa kontrakt, för kronan ofördelaktiga arrenden, monopol som missbrukades bland annat tjärkompaniet och tobakskompaniernas, bristen på skiljemynt och att det fanns många onödiga tjänstemän i kollegierna. En medlem av varje stånd utsågs att samla alla besvärspunkterna i en supplik. Den skulle överlämnas till kungen med begäran att han skulle stanna kvar och ge svar på dessa så kallade "generalpunkter". Karl XI ställde sig positiv till deras önskan, och överlämnade ett svar en vecka senare. 
Den 28 februari var hovrådet Henrik Hoghusen färdig med konceptet till riksdagsbeslutet. Det upplästes för de olika stånden för att ge tillfälle till anmärkningar och rättelser innan det renskrevs. Det skickades sedan för tryckning i 3 000 exemplar, eftersom det inte fanns något tryckeri i Halmstad fick det skickas till Göteborg för tryckning. 
Den 2 mars hölls riksdagens högtidliga avslutning. Efter gudstjänsten begav sig riksdagsmännen, riksrådet och kungen till slottskyrkan som fungerade som riksdagslokal. Lantmarskalken höll ett tal, riksdagbeslutet lästes upp, varpå Johan Gyllenstierna höll avskedstalet. 4 mars höll det högtidliga avskedstagandet, där deputationer från de olika stånden betygade kungen sin vördnad och tog avsked av medstånden.